# Kvarndammen (Kättilstads socken, Östergötland)
Kvarndammen är en sjö i Kinda kommun i Östergötland och ingår i Motala ströms huvudavrinningsområde.